# Adventures in Radioland
Albums de Mahavishnu Orchestra
Mahavishnu
(1984) The Lost Trident Sessions
(1999)
Adventures in Radioland est le septième album studio du Mahavishnu Orchestra, sorti en 1987.

## Liste des titres
| 1. | The Wait               | Jim Beard          | 5:35 |
| 2. | Just Ideas             | Mitchel Forman     | 2:00 |
| 3. | Jozy                   | McLaughlin         | 5:25 |
| 4. | Half Man - Half Cookie | Bill Evans         | 2:56 |
| 5. | Florianapolis          | McLaughlin, Forman | 5:21 |

| 1. | Gotta Dance        | McLaughlin | 4:18 |
| 2. | The Wall Will Fall | McLaughlin | 6:00 |
| 3. | Reincarnation      | McLaughlin | 2:57 |
| 4. | Mitch Match        | Forman     | 3:54 |
| 5. | 20th Century       | McLaughlin | 2:31 |

## Musiciens
- John McLaughlin : guitares
- Danny Gottlieb : batterie
- Jonas Hellborg : basse
- Bill Evans : saxophones, claviers
- Mitchel Forman : claviers